# География Литвы

Карта Литвы

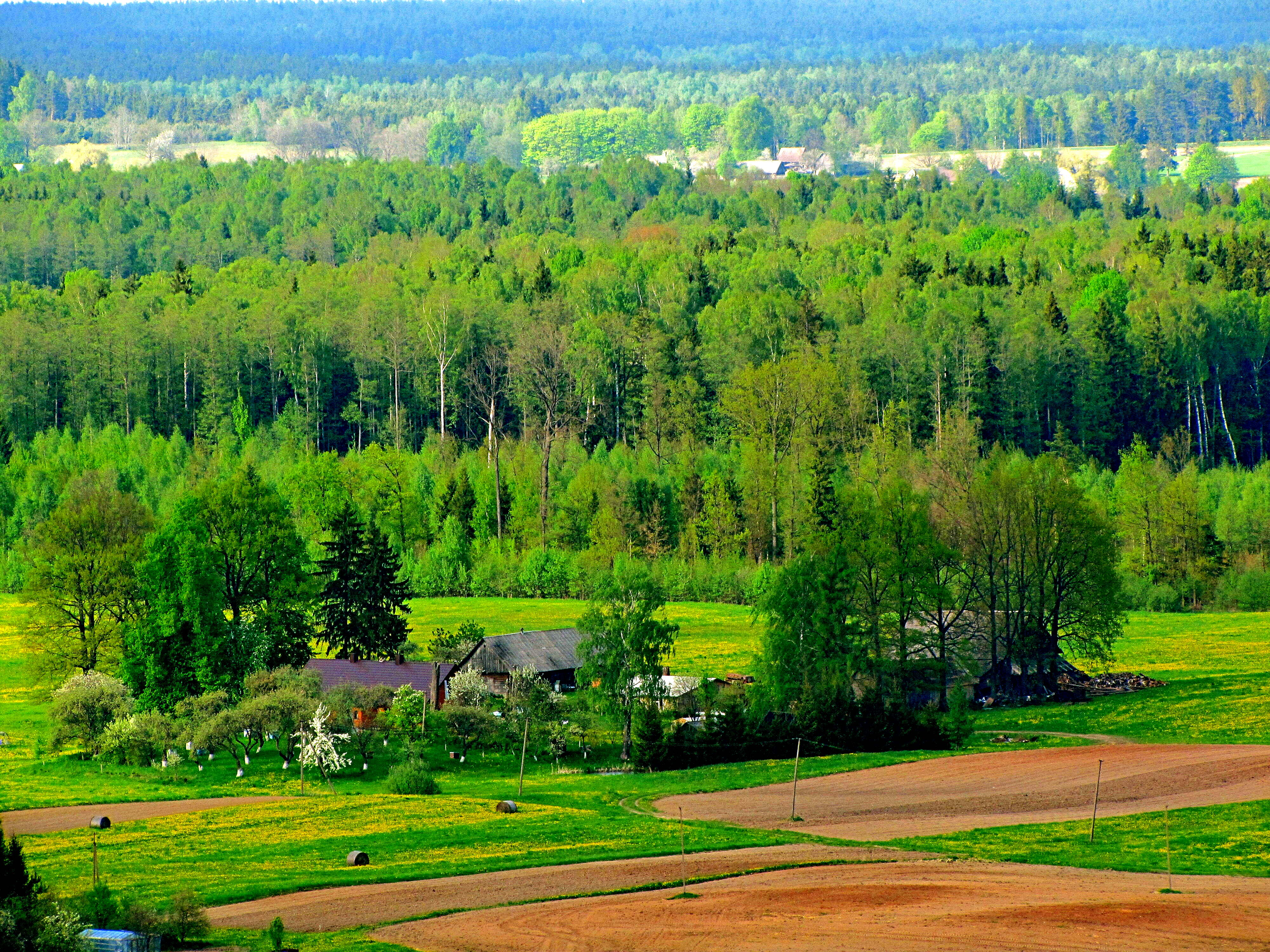
Литовские поля и леса

Литва́ — государство в Европе, на восточном побережье Балтийского моря.
Площадь — 65 300 км². Протяжённость с севера на юг 280 км, а с запада на восток 370 км.
Общая протяжённость границ — 1 273 км, из них с Белоруссией на юге и юго-востоке — 502 км, Латвией на севере — 453 км, Польшей на юге — 91 км, Россией (Калининградской областью) на западе — 227 км.
Береговая линия — 99 км.
Поверхность  равнинная со следами древнего оледенения.
Самая высокая точка — холм Аукштояс (Aukštojo kalnas) в юго-восточной части страны, в 23,5 км от Вильнюса (293,84 м над уровнем моря).
Крупнейшие реки — Неман (Нямунас, лит. Nemunas) и Нерис (лит. Neris). Более 3 тысяч озёр (1,5 % территории): крупнейшее озеро — Друкшяй (лит. Drūkšiai, бел. Дрысвяты) на границе Латвии, Литвы и Белоруссии (площадь 44,5 км²), самое глубокое — Таурагнас (лит. Tauragnas, 61 м), самое длинное — Асвея (лит. Asveja, длина 30 км) у местечка Дубингяй.

## Климат
Климат Литвы  умеренно мягкий и изменяется в меру продвижения в глубину страны — от морского на побережье, до континентального в самых восточных районах. Средняя температура на побережье  −1,6 °C в январе и +17,8 °C в июле. В Вильнюсе средняя температура составляет −2,1 °C в январе и +18,1 °C в июле. Годовое количество осадков составляет в среднем на побережье 717 мм и 490 мм в восточных частях страны. Вегетационный период длится 202 дня в западных частях и 169 дней в восточных частях страны.

## Рельеф
Для рельефа Литвы свойственно чередование низменных равнин и холмистых возвышенностей, большинство форм рельефа ледникового происхождения. На западе Литвы, вдоль побережья Балтийского моря узкой полосой тянется наклонённая к морю Приморская низменность, шириной 15—20 км и высотой до 50 м, с невысокими пологими холмами и дюнами у берега моря. В низовьях реки Нямунас (Неман) расположена болотистая дельтовая Нижненеманская низменность. На востоке Приморская низменность переходит в Жямайтскую возвышенность, высшей точкой которой является гора Мядвегалис (234 м). В центральной части Литвы с северо-востока на юго-запад простирается обширная плоскоравнинная, сложенная донно-моренными и озёрно-ледниковыми отложениями Среднелитовская низменность шириной до 100 км при средней высоте в 80—90 м. На востоке и юге по территории Литвы проходит Балтийская гряда, которая здесь подразделяется на три возвышенности: Аукштайтскую возвышенность, расположенную на северо-востоке, Дзукскую возвышенность — в центре и Судувскую возвышенность — на юго-западе. Для этих возвышенностей характерен холмисто-моренный западинный рельеф с присутствием эскеров и камов, сложенный ледниковыми образованиями валдайского оледенения. На северо-востоке Литвы расположена Швянчёнская возвышенность с таким же холмисто-моренным западинным рельефом. Юго-восточнее Балтийской гряды простирается Юго-восточная равнина (средняя высота 120 м) с зандровым и флювиогляциальным террасовым рельефом, с часто встречающимися материковыми дюнами. На крайнем юго-востоке Литвы расположена Мядининкская возвышенность, являющаяся частью Ошмянской возвышенности.
| Топографическая карта Литвы |
| --------------------------- |
| Топографическая карта Литвы |

## Этнографические районы
Литва — небольшая и почти однородная страна, однако литовцы различают четыре больших этнографических региона, которые имеют некоторые отличия в традициях, диалектах и ландшафте:
- Аукштайтия (Верхняя Литва, лит. Aukštaitija, пол. Auksztota, бел. Аўкштота) — наибольший из регионов, занимает большую территорию на северном востоке страны над течением Немана, между границами с Латвией и Республикой Беларусь и столицей Вильнюсом.
- Жемайтия (Жмудь или Нижняя Литва, лит. Žemaitija, пол. Żmudź, бел. Жмудзь) — регион на север-западе в долине реки Неман. Жмудский и аукшайтский диалекты являются, с современной точки зрения, двумя основными диалектами литовского языка.
- Сувалкия (лит. Suvalkija, пол. Suwalszczyzna, бел. Сувалкія) — традиционно зажиточный регион на юго-западе вокруг Мариямполе.
- Дзукия (лит. Dzūkija, пол. Dzukija, бел. Дзукі) — традиционно бедные лесистые земли на юге Литвы вдоль границы с Белоруссией.
- Пятым регионом, который часто относят к Жмуди, является Малая Литва (лит. Mažoji Lietuva, пол. Mała Litwa, бел. Малая Литва) или, как её еще называют, Клайпедский край (лит. Klaipėdos kraštas, нем. Memelland) — полосу территории на крайнем западе страны, которая вместе с городом Клайпеда до 1918 года и с 1939 по 1945 годы была частью Восточной Пруссии (Мемельский край) и входила в состав Германской империи. Некоторые националистически настроенные политики относят к Малой Литве и территорию нынешней Калининградской области России.

## Природные ресурсы

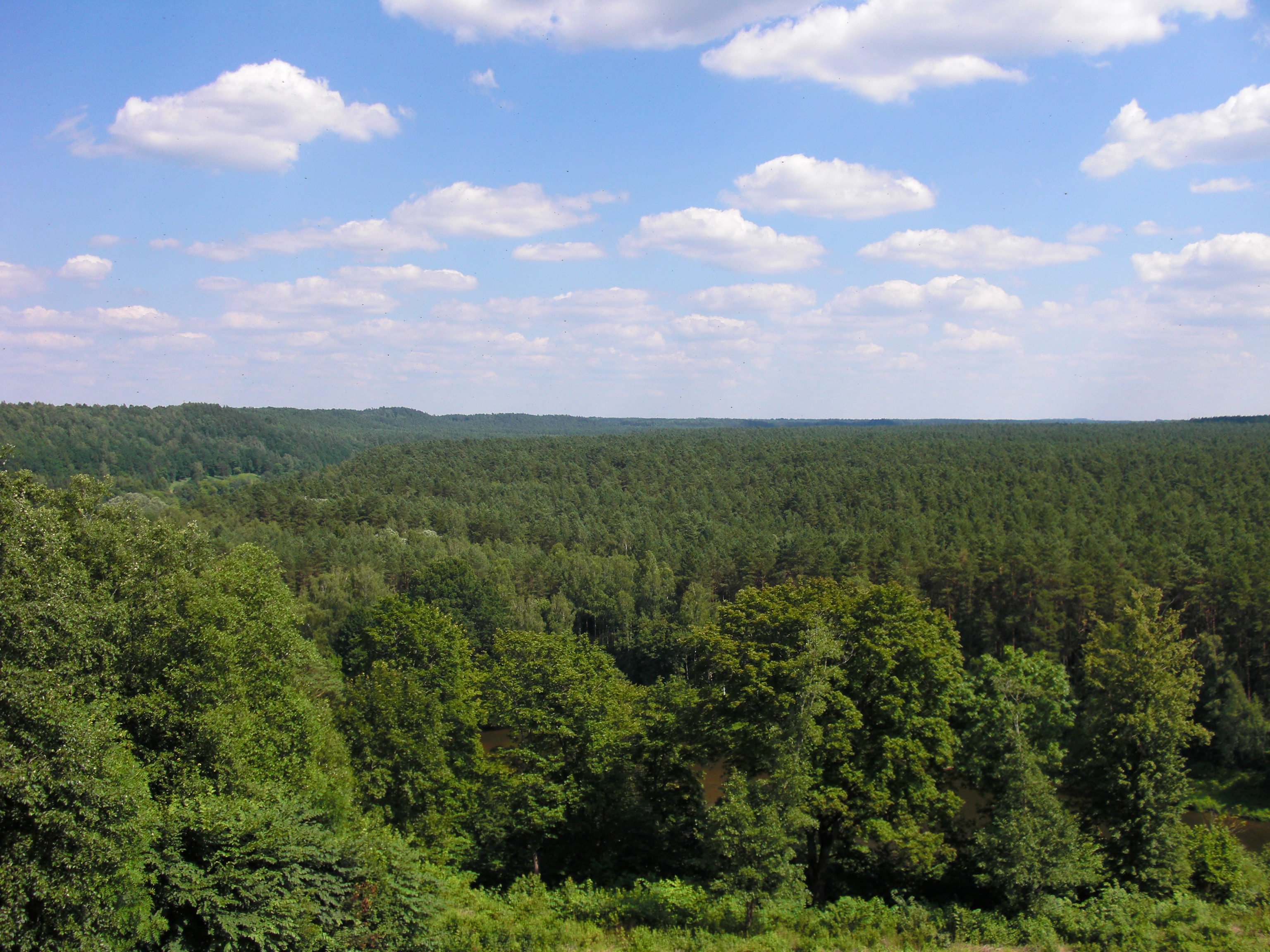
Леса Литвы

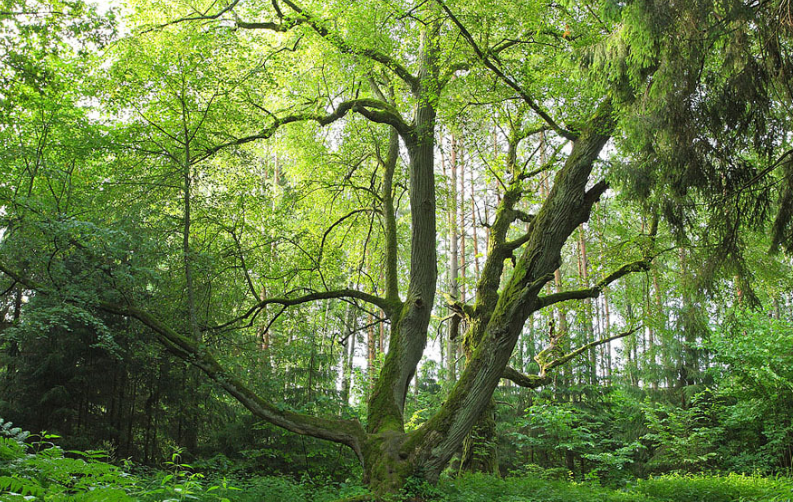
Смешанный лес в Литве

Литва является достаточно бедной природными ресурсами. Страна имеет довольно большие залежи известняка, глины, кварцевого и гипсового песка, доломитов, что делает возможным производство высококачественного цемента для строительных потребностей. В Литве есть также достаточно мощные источники минеральных вод, но страна имеет незначительные запасы энергоносителей и промышленно важных ископаемых. Залежи нефти были открыты в Литве в 1950-х гг., но на сегодня эксплуатируются лишь несколько нефтедобывающих станций на западе страны. По оценкам на шельфе Балтийского моря и в западных чатинах Литвы залегают запасы нефти, величина которых позволяет их экономическую эксплуатацию, однако их разработка сможет обеспечивать лишь около 20 % годовой потребности страны в нефтепродуктах на протяжении двадцати лет. Литва также имеет значительный потенциал термальной энергии вдоль балтийского побережья, пригодный для обеспечения теплом сотен тысяч домохозяйств по примеру Исландии. На юге страны залегают также залежи железной руды.
Земельные ресурсы Литвы (оценка, 1993):
- пригодные для сельскохозяйственного возделывания земли — 35 %
- земли, которые находятся в постоянном возделывании — 12 %
- земли, которые постоянно используются в качестве пастбищ — 7 %
- земли, занятые лесами — 31 %
- другие — 15 %
- орошаемые земли — 439 км².

### Озёра
На территории Литвы находится 2830 озёр, площадь которых не больше 0,5 гектаров. Общая их площадь 880 км². Маленьких озёр на данный момент около 1600. Все озёра занимают около 1,37 % всей площади территории.